# Campionati del mondo di ciclismo su strada 2000 - Cronometro maschile Elite
La cronometro maschile Elite dei Campionati del mondo di ciclismo su strada 2000 è stata corsa il 12 ottobre in Francia, nei dintorni di Plouay, su un percorso di 47,6 km. L'oro andò all'ukraino Serhij Hončar che vinse con il tempo di 56'21"75 alla media di 50,672 km/h, argento al tedesco Michael Rich e a completare il podio l'ungherese László Bodrogi.

## Classifica (Top 10)
| Pos. | Corridore        | Squadra       | Tempo     |
| ---- | ---------------- | ------------- | --------- |
| 1    | Serhij Hončar    | Ucraina       | 56'21"75  |
| 2    | Michael Rich     | Germania      | a 10"20   |
| 3    | László Bodrogi   | Ungheria      | a 24"02   |
| 4    | Chris Boardman   | Gran Bretagna | a 1'16"33 |
| 5    | Abraham Olano    | Spagna        | a 1'28"38 |
| 6    | Dario Frigo      | Italia        | a 1'59"59 |
| 7    | Jens Voigt       | Germania      | a 1'59"73 |
| 8    | Serhij Matvjejev | Ucraina       | a 2'05"51 |
| 9    | Andrej Teterjuk  | Kazakistan    | a 2'06"71 |
| 10   | Marco Pinotti    | Italia        | a 2'15"77 |